# Norah McClintock
Pour les articles homonymes, voir McClintock.
Norah McClintock, née  à Montréal le 11 mars 1952 et morte le 7 février 2017, est une écrivaine canadienne.

## Biographie
Norah McClintock partage son temps entre son travail d'éditrice du journal d'un organisme de bienfaisance et ses activités familiales. Elle est diplômée de l'Université McGill, à Montréal. Elle était membre de l'association; «the Canadian Society of Children's Authors» 
Elle a reçu le prix Arthur-Ellis du meilleur roman policier pour la jeunesse trois fois grâce à ces livres originellement créés en anglais : Fausse identité, Crime à Haverstock ainsi que Cadavres au sous-sol en 1985.

### Vie privée
Norah McClintock habitait à Toronto. Elle a eu deux enfants.

## Publications
- Crime à Haverstock
- Le Délit de fuite
- Double Meurtre
- Fausse Identité
- Mensonges et Vérité
- Pas l'ombre d'une trace
- Sous haute surveillance
- Le Maître de minuit
- Dernière Chance
- Trafic
- En cavale
- Taken
- Sans consentement
- Vague de froid
- Au bord du gouffre
- L'Ombre d'un doute
- "Cadavre au sous-sol"

## Honneurs
- 2000 - Palmarès Communication-Jeunesse des livres préférés des jeunes